# Aplicacions de la tecnologia en el càncer
Les aplicacions de la tecnologia en el càncer han transformat profundament els mètodes de diagnòstic, tractament i investigació de la malaltia. L’avenç tecnològic ha permès desenvolupar eines més precises i eficaces per a la detecció precoç, el seguiment i el tractament del càncer, així com per a la personalització dels tractaments segons les característiques genòmiques i fenotípiques de cada pacient. Des de la imatge mèdica avançada, com la ressonància magnètica i la tomografia per emissió de positrons, fins a tecnologies de teràpia dirigida i la medicina de precisió, aquestes innovacions ofereixen millores significatives en la qualitat de vida dels pacients i augmenten les possibilitats de supervivència.
Alguns dels avanços tecnològics recents:

## Crioablació
La crioablació consisteix en l'aplicació de fred mitjançant sondes amb la capacitat de penetrar al teixit del tumor, una vegada que estan ben posicionades fan circular un agent criogènic, que crea una bola de gel a 180 °C, que destrueix el càncer instantàniament. També hi ha un tractament semblant en el qual s'introdueix la sonda i s'apliquen radiacions que produeixen calor superior a 60 °C. La temperatura es genera per la fricció a través de la vibració de les molècules d'aigua que originen coagulació i necrosi tumoral, que poden destruir el càncer.
«La radicació no sempre mata les cèl·lules canceroses immediatament, ni les normals, pot ser que impliqui setmanes de tractament perquè passi, però sovint això deriva en efectes secundaris, com danys a la pell, ossos o moll de l'os», indica Luis Alfonso Segura, cirurgià oncòleg adscrit a l'Hospital d'Oncologia del Centre Mèdic Nacional Segle XXI de l'IMSS.

## Mammi: nou sistema contra el càncer de mama
Mammi és un sistema que detecta el càncer de mama de manera precoç gràcies a imatges moleculars d'alta definició.
Mammi aconsegueix localitzar aquest tipus de tumor a partir del mil·límetre i mig, mentre que la majoria de sistemes els detecten quan aquests tenen una mida mínima d'un centímetre. Aquest sistema ha estat desenvolupat per Oncovisión, una empresa valenciana que vol combatre contra el problema que suposa descobrir tumors en etapes massa avançades. Aquesta tecnologia, segons la pròpia companyia, té un 98,5% d'eficàcia en la detecció d'aquests tumors i ja s'aplica en clíniques de diverses ciutats del món.

## Millores en el camp de la quimioteràpia
La quimioteràpia és el tractament més freqüent per intentar acabar amb el càncer. No obstant això, l'agressivitat del tractament comporten efectes secundaris: marejos, vòmits, i malestar general. La quimio actua sobre les cèl·lules tumorals, però també gran part de les sanes, de manera que hi ha conseqüències negatives per al cos humà (tot i ser mínimes comparades amb les positives). Recentment, un grup de científics canadencs han anunciat un nou descobriment que milloraria el efectes negatius que provoca la quimioteràpia: una nanopartícula que, segons aquests investigadors, és capaç de 'seleccionar' millor les cèl·lules tumorals, de manera que la quimioteràpia pugui dur-se a terme només sobre aquestes cèl·lules i evitant, per tant, una gran part dels efectes secundaris.
Aquesta teràpia, però, encara es troba en una fase inicial d'experimentació i desenvolupament. Encara no ha estat exportada, per tant, a hospitals ni a casos reals generalitzats.

## Detecció de càncer amb un nanoxip
Nanoxip de partícules d'or que està ajudant a la detecció del càncer. Aquest nanoxip es va desenvolupar en l'Institut de Ciències Fotòniques de Castelldefels, Barcelona, on es va reunir un equip d'investigadors internacionals. A partir de l'anàlisi d'una gota de sang del pacient aquest dispositiu és capaç de realitzar la detecció i el diagnòstic de la malaltia en qüestió de minuts. Un altre dels avantatges és que aquest nanoxip és capaç de detectar el càncer de manera molt precoç, quan encara ha afectat molt poques cèl·lules, el que resulta molt beneficiós, ja que el factor temps juga a favor de la lluita contra l'extensió dels tumors. Aquesta tecnologia té un cost baix i és fàcilment portable, de manera que es preveu que pugui ser portat a hospitals i centres oncològics que normalment no poden accedir a aquest tipus d'eines.

## L'escàner que emet la meitat de radiacions
La Philips iniciative va estrenar a final de 2013 un sistema que reïx un tractament de càncer amb la meitat de radiacions que la majoria de sistemes. Aquest projecte combat una de les pitjors conseqüències de la detecció i tractament del càncer: l'alt nivell de radiacions a les que s'exposa el pacient.
Segons Leonardo Packer, cap de la línia d'Imatge Molecular i Cura Oncològica de Philips a Amèrica Llatina: «Ofereix el doble de sensibilitat i és capaç de detectar i fer visible una lesió inicial, petita (...) permet un diagnòstic de manera més precoç, i amb la seguretat de què permetrà detectar un càncer de manera més ràpida».